# Потрійна проєкція Вінкеля

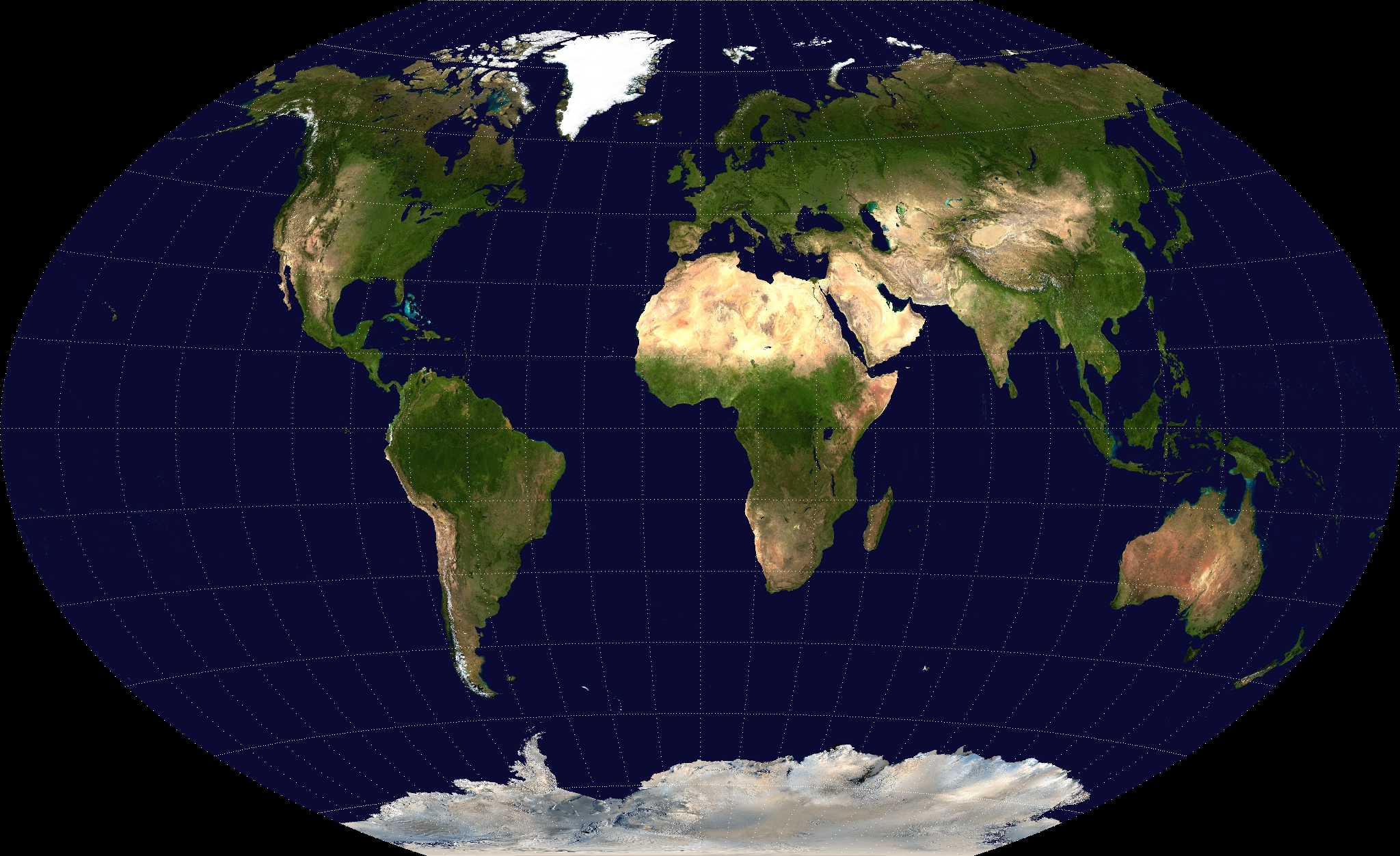
Зображення світу в потрійній проєкції Вінкеля

Зображення світу в потрійній проєкції Вінкеля з еліпсами спотворення Тіссо

Потрійна проєкція Вінкеля, також Вінкель III (нім. Winkel-Tripel-Projektion, Winkel III) — модифікована псевдо-азимутна картографічна проєкція світу, одна з трьох проєкцій світу, запропонованих в 1921 році німецьким картографом Освальдом Вінкелем (нім. Oswald Winkel, 7.01.1874 — 18.06.1953). Проєкція розраховується за допомогою середнього арифметичного еквідистантної циліндричної проєкції і проєкції Аітоффа. Її називають потрійною (нім. tripel), оскільки метою Вінкеля була мінімізація трьох видів спотворення: площ, кутів та довжин.
Потрійна проєкція Вінкеля — стандартна проєкція світу для національного географічного товариства з 1998 року по сьогодення.

## Алгоритм
{\displaystyle {\begin{aligned}x&={\frac {1}{2}}\left(\lambda \cos \varphi _{1}+{\frac {2\cos \varphi \sin {\frac {\lambda }{2}}}{\operatorname {sinc} \alpha }}\right),\\y&={\frac {1}{2}}\left(\varphi +{\frac {\sin \varphi }{\operatorname {sinc} \alpha }}\right),\end{aligned}}}
де λ — довгота від центрального меридіана проєкції, φ — широта, φ1 — стандартна паралель еквідистантної циліндричної проєкції, sinc — це ненормована sinc-функція, а
{\displaystyle \alpha =\arccos \left(\cos \varphi \cos {\frac {\lambda }{2}}\right).}
Сам Вінкель запропонував, щоб
{\displaystyle \varphi _{1}=\arccos {\frac {2}{\pi }}.}
Скінченної математичної формули для обчислення оберненої функції не існує, а обчислення іншими методами досить складне.